# Museo Graciliano Arcila Vélez (Itagüí)
El Museo Comunitario Graciliano Arcila Vélez es una experiencia de carácter sociocultural que hace parte de las estrategias diseñadas por la Corporación SIPAH con el apoyo de la comunidad local, para alcanzar la apropiación social del patrimonio cultural y natural, tras los logros alcanzados con el proyecto La Motomuseo Itinerante – Arte, ciencia y cultura sobre ruedas, el cual se desarrolla desde el año 2009 en el municipio de Itagüí, siendo reconocido en los años 2010 y 2012 como una experiencia exitosa en desarrollo creativo del patrimonio a nivel del Departamento de Antioquia, premiada por la ministra de Cultura y la primera dama de la Nación con un incentivo económico para su labor (2010) y una publicación de la experiencia (2013), presentándose en la Universidad Nacional sede Bogotá, en el marco del primer simposio internacional de arte rupestre. Para el año 2011, el Ministerio Nacional de Cultura, hace entrega de un reconocimiento como experiencia destacada en patrimonio a nivel nacional. 
El Museo Comunitario Graciliano Arcila Vélez, bajo el eslogan El patrimonio cultural como herramienta para la reconstrucción de tejido social, fue puesto en funcionamiento en el Barrio El Rosario-Sector Miranda (Municipio de Itagüí-Antioquia) el 21 de agosto de 2011, en el marco de la inauguración de las fiestas locales de la cultura; es así como mediante la asignación de los recursos por parte de la administración municipal de la época, se dio apertura al primer Museo Comunitario del Valle de Aburrá bajo el nombre de Graciliano Arcila Vélez, en homenaje a este personaje que en vida realizó importantes aportes al patrimonio del municipio y a la Antropología a nivel departamental y nacional. La propuesta de intervenir en la comunidad del Rosario, obedece a un conjunto de características particulares, que hacen de este sector del municipio un espacio idóneo para el posicionamiento de escenarios de este tipo, dada su relevancia histórica como uno de los Barrios más antiguos de la localidad, el conjunto de huellas patrimoniales arqueológicas que se circunscriben en sus alrededores y el referente histórico de la casa en donde se ha instalado el museo, pues en ella han acontecido importantes hechos de carácter cultural para los vecinos del sector y de la anteriormente llamada Villa de Aburrá,

## Exhibición
Actualmente el museo alberga tres salas para exposiciones temporales, una sala de exposición permanente y una sala con posibilidades didácticas para los niños. 

## Del Museo a La Comunidad
El Museo Comunitario Graciliano Arcila Vélez es una experiencia de carácter sociocultural que nace para darle continuidad al balance positivo que arrojó el proyecto La Motomuseo Itinerante – Arte, ciencia y cultura sobre ruedas, el cual nace en el año 2009 en el municipio de Itagüí; reconocido en el año 2010 como una experiencia exitosa en desarrollo creativo del patrimonio a nivel del Departamento de Antioquia, siendo premiada por la ministra de Cultura y la primera dama de la Nación con un incentivo económico para su labor, lo que en adelante generó un despliegue de medios de comunicación y solicitudes de visitas, una de las cuales alcanzó a realizarse en la Universidad Nacional sede Bogotá en el marco del primer simposio internacional de arte rupestre. Para el año 2011, el Ministerio Nacional de Cultura, hace entrega de un reconocimiento como experiencia destacada en patrimonio a nivel nacional. A la fecha, esta experiencia es considerada el único museo sobre una moto a nivel de todo el país y posiblemente a nivel latinoamericano, con el privilegio de haber llegado a cerca de 150 lugares de la geografía nacional y haber atendido a más de 25.000 personas entre niños, jóvenes y adultos. 
Un museo comunitario desde su concepción debe y tiene que ser una herramienta para que la comunidad afirme la posesión física y simbólica de su patrimonio, a través de sus propias formas de organización, es un espacio donde los integrantes de la comunidad construyen un autoconocimiento colectivo, propiciando la reflexión, la crítica y la creatividad, fortalece la identidad, porque legitima la historia y los valores propios, proyectando la forma de vida de la comunidad hacia adentro y hacia fuera de ella. 
Objetivos 
- Fortalecer la apropiación comunitaria del patrimonio cultural, tanto de sus bienes culturales materiales como de sus tradiciones y su memoria.

- Fortalecer la identidad, al brindar nuevas maneras en las que sectores de la comunidad conozcan, interpreten, valoren y disfruten su propia cultura

- Mejorar la calidad de vida ofreciendo capacitación para enfrentar diversas necesidades

- Desarrollar nuevas formas de expresión, impulsando la valoración del arte popular y la cultura viva comunitaria.

- Tender puentes hacia otras comunidades a través del intercambio cultural y la creación de redes propiciando la solidaridad y la creación de proyectos colectivos.

El museo ha logrado consolidar una propuesta artística, cultural y educativa en torno a una población que por décadas ha sido estigmatizada a raíz de la violencia, pero que a los ojos de su equipo de trabajo, se ha develado una cara totalmente diferente, aquella que habla de la desatención del estado y la falta de inclusión y oportunidades para que niños, jóvenes y adultos hagan uso de su capacidad de creación; la misma que han plasmado en los 25 talleres que el museo les ha ofrecido y a los cuales cerca de 600 personas al año se han hecho partícipes de manera directa.
Es en la experiencia pasada y en la memoria cultural e histórica de la comunidad, donde el museo comunitario debe establecer un puente de comunicación entre su objetivo de propiciar una verdadera participación comunitaria y la recuperación de los valores de identidad y sentido de pertenencia por el territorio, brindando a la comunidad el espacio y las herramientas necesarias para lograr una mayor apropiación social del patrimonio cultural y natural. 